# 구무협
구무협은 대한민국 무협 소설의 창작 1세대를 포함한 1990년 이전의 무협소설을 뜻한다. 이 시기에는 금강, 서효원, 야설록 등 출중한 능력의 무협작가들이 활동하기도 했으나, 표절과 공장무협 등의 문제가 대두되기도 했었다. 이 시기의 무협작가로는 사마달, 검궁인, 일주향, 해천인, 천중행, 냉하상, 천중화 등이 있다.

## 같이 보기
- 신무협
- 통신무협